# جوني لولور
جوني لولور (بالإنجليزية: John Lawlor)‏ (30 يناير 1937 في المملكة المتحدة - ) هو لاعب كرة قدم بريطاني في مركز الوسط. لعب مع نادي دمبرتون ونادي فالكيرك ونادي كيلمارنوك وهاميلتون أكاديميكال ونادي إيست فيف ونادي سترنرير ‏ ونادي ألوا أثليتيك ونادي ستيرلينغشير الشرقية ونادي ألدرشوت ونادي ستيرلينغ ألبيون.